# 北名古屋市立白木小学校
北名古屋市立白木小学校（きたなごやしりつしらきしょうがっこう）は、愛知県北名古屋市にある公立小学校。

## 概要
- 旧・西春日井郡西春町の小学校であり、校区は野崎、沖村、九之坪天下地（一部）、九之坪上吉田、九之坪葭田、九之坪下葭田、九之坪梅田（一部）、九之坪長堀（一部）であり、北名古屋市立白木中学校に進学する[1]。

## 沿革
- 1980年（昭和55年）4月 - 西春町立西春小学校から分離し、西春町立白木小学校として開校。
- 2006年（平成18年）3月20日 - 師勝町、西春町が合併し、北名古屋市が発足。同時に北名古屋市立白木小学校に改称する。

## 交通アクセス
- 名鉄犬山線西春駅下車、徒歩約25分。

## 周辺施設
- 北名古屋市立白木中学校
- 北名古屋市立西春中学校
- 北名古屋市立鴨田小学校
- 北名古屋市立栗島小学校
- 清須市立春日中学校
- 清須市立春日小学校
- 名古屋市立平田小学校
- 名古屋市立浮野小学校
- 北名古屋市立沖村保育園
- 名古屋市立野南保育園